# Nino D'Angelo
Pour les articles homonymes, voir D'Angelo.
Nino D'Angelo,  né Gaetano D'Angelo le 21 juin 1957 à Naples, dans le quartier de San Pietro a Patierno (banlieue nord-est de la ville), est un chanteur et acteur italien.

## Filmographie
- 1981 : Celebrità
- 1982 : Tradimento
- 1982 : Giuramento
- 1982 : L'Ave Maria
- 1983 : Lo studente
- 1983 : Un jeans e una maglietta
- 1983 : La discoteca
- 1983 : L'ammiratrice
- 1984 : Uno scugnizzo a New York
- 1985 : Popcorn e patatine
- 1986 : Giuro che ti amo (it), coréalisé avec Piero Regnoli
- 1986 : Fotoromanzo
- 1987 : Quel ragazzo della curva B
- 1989 : La ragazza del metrò
- 1992 : Fatalità
- 1994 : Attenti a noi due
- 1998 : Paparazzi
- 1999 : Ama il tuo nemico
- 1999 : Tifosi
- 1999 : Vacanze di Natale 2000
- 2000 : Aitanic
- 2003 : Un cœur ailleurs (Il cuore altrove)
- 2006 : 4-4-2 Il gioco più bello del mondo

## Discographie
- 1976 : A storia mia
- 1977 : Nino D'Angelo vol.2
- 1978 : Nino D'Angelo vol.3
- 1979 : 'A parturente
- 1980 : Celebrità
- 1981 : 'A discoteca
- 1982 : Nu jeans e 'na maglietta
- 1982 : Le due facce di Nino D'Angelo
- 1983 : Sotto 'e stelle
- 1984 : Forza campione
- 1985 : Nino D'Angelo
- 1986 : Cantautore
- 1984 : Eccomi qua
- 1987 : Tema d'amore
- 1986 : Fotografando l'amore
- 1987 : Cose di cuore
- 1988 : Il cammino dell'amore
- 1988 : Le canzoni che cantava mammà
- 1989 : Inseparabili/mari
- 1990 : Amo l'estate
- 1991 : E la vita continua
- 1992 : Bravo ragazzo
- 1993 : Tiempo
- 1994 : Musicammore
- 1995 : 'A neve e 'o sole
- 1997 : A nu pass da città
- 1997 : Tano da morire
- 1999 : Stella 'e matina
- 2000 : Aitanic
- 2001 : Terra nera
- 2002 : La festa
- 2003 : 'O schiavo e 'o rre
- 2005 : Il ragù con la guerra
- 2007 : Gioia nova
- 2008 : D'Angelo canta Bruni
- 2010 : Jammo Jà